# Маркони Экспресс
Марко́ни Экспре́сс (итал. Marconi Express) — монорельсовая линия-пиплмувер в Болонье, соединяющая аэропорт Болоньи с городским железнодорожным вокзалом Болоньи. Длина линии составляет 5 километров, время в пути 7 минут 20 секунд. В настоящее время на линии курсируют три поезда пассажировместимостью 48 человек каждый, ежечасно перевозящие до 576 пассажиров в одном направлении. 
Линия заменила существовавший ранее автобусный маршрут-шаттл со значительной экономией во времени: автобус проходил этот маршрут за 18-23 минуты. С другой стороны, проезд на линии дороже, чем на автобусе, и в отличие от автобуса на линии невозможно выйти на промежуточных остановках.

## Работа линии
На линии имеется три станции: Aeroporto, Lazzaretto и Bologna Centrale. На каждой станции установлены турникеты на входе и на выходе. На станциях установлены автоматы по продаже билетов. Также оплатить проезд можно непосредственно на турникетах с помощью бесконтактной карты: система взимает правильную ставку в зависимости от входных и выходных турникетов, что позволяет пассажирам автоматически воспользоваться тарифом в оба конца, если обратный рейс происходит в течение 30 дней, или сниженным тарифом по участку от Болоньи до Лазаретто.
Проезд от аэропорта до вокзала стоит 9.2 евро.
Курсирующие по линии поезда состоят из двух вагонов. Поезда двухкабинные (по одной кабине на вагон), общая вместимость поезда 48 человек и скорость до 70 км/ч. Во время пандемии COVID-19 вместимость вагонов была уменьшена до 24 человек (12 на вагон).
Во всех поездах имеются мониторы и бесплатный WiFi.
Линия работает ежедневно с 5:40 до полуночи. Интервал движения составляет 7 минут в часы пик и 15 минут вне них. Ночью сообщение между аэропортом и вокзалом осуществляется автобусами.

## Техническое описание
Система состоит из монорельса, опирающегося на 125 бетонных пилонов высотой от 5,2 до 18 метров, расположенных с шагом 35-40 метров. На пересечениях с железной дорогой и кольцевой автомагистралью Болоньи выполнены однопролётные мосты длиной 90  и 100 метров. Линия однопутная с разъездом на промежуточной станции, таким образом, конструктивно на линии одновременно могут находиться четыре поезда. Промежуточная станция также выполняет функции склада-мастерской и централизованного диспетчерского пункта.
Питание осуществляется постоянным током 750 В.